# Spencer Treat Clark
Spencer Treat Clark, född 24 september 1987 i New York, är en amerikansk skådespelare.

## Filmografi (i urval)
- 1999 – Arlington Road
- 1999 – Double Jeopardy
- 2000 – Gladiator
- 2000 – Unbreakable
- 2003 – Mystic River
- 2005 – Loverboy
- 2007 – The Babysitters
- 2009 – The Last House on the Left
- 2010 – Camp Hell
- 2012 – Much Ado About Nothing
- 2013 – Deep Dark Canyon
- 2013 – The Last Exorcism Part II
- 2014 – The Town That Dreaded Sundown
- 2014 – Cymbeline
- 2014 – Druid Peak
- 2019 – Glass